# Willem de Mol
Willem De Mol, né le 1er mars 1846 à Bruxelles et décédé le 7 septembre 1874 à Marseille, est un compositeur flamand et le membre le plus connu d’une famille de musiciens.

## Biographie
Willem De Mol, frère de François-Marie (1844-1883), est le membre le plus connu de la famille De Mol.  C’est de son père Jean-Rémi, un musicien professionnel, qu’il reçut ses premières leçons de musique ; dans sa prime jeunesse, il accompagnait son père, bassiste et chantre, au jubé.  Grâce à ses talents, découverts à un jeune âge, et à sa belle voix d'alto, il finit par chanter dans plusieurs églises bruxelloises en tant que choriste.  Au Conservatoire royal de Bruxelles il obtint successivement un deuxième prix de lecture musicale (en 1858, à l'âge de douze ans), le premier prix (en 1859), puis le premier prix d'harmonie dans la classe de Bosselet (1863), un accessit (1863), le second prix de piano dans la classe de Dupont (1866) et enfin le deuxième prix de la composition dans celle de Fétis (1867).  Parallèlement, il prit des leçons d'orgue (sans doute auprès de Lemmens) ainsi que des cours de violoncelle auprès de Servais.

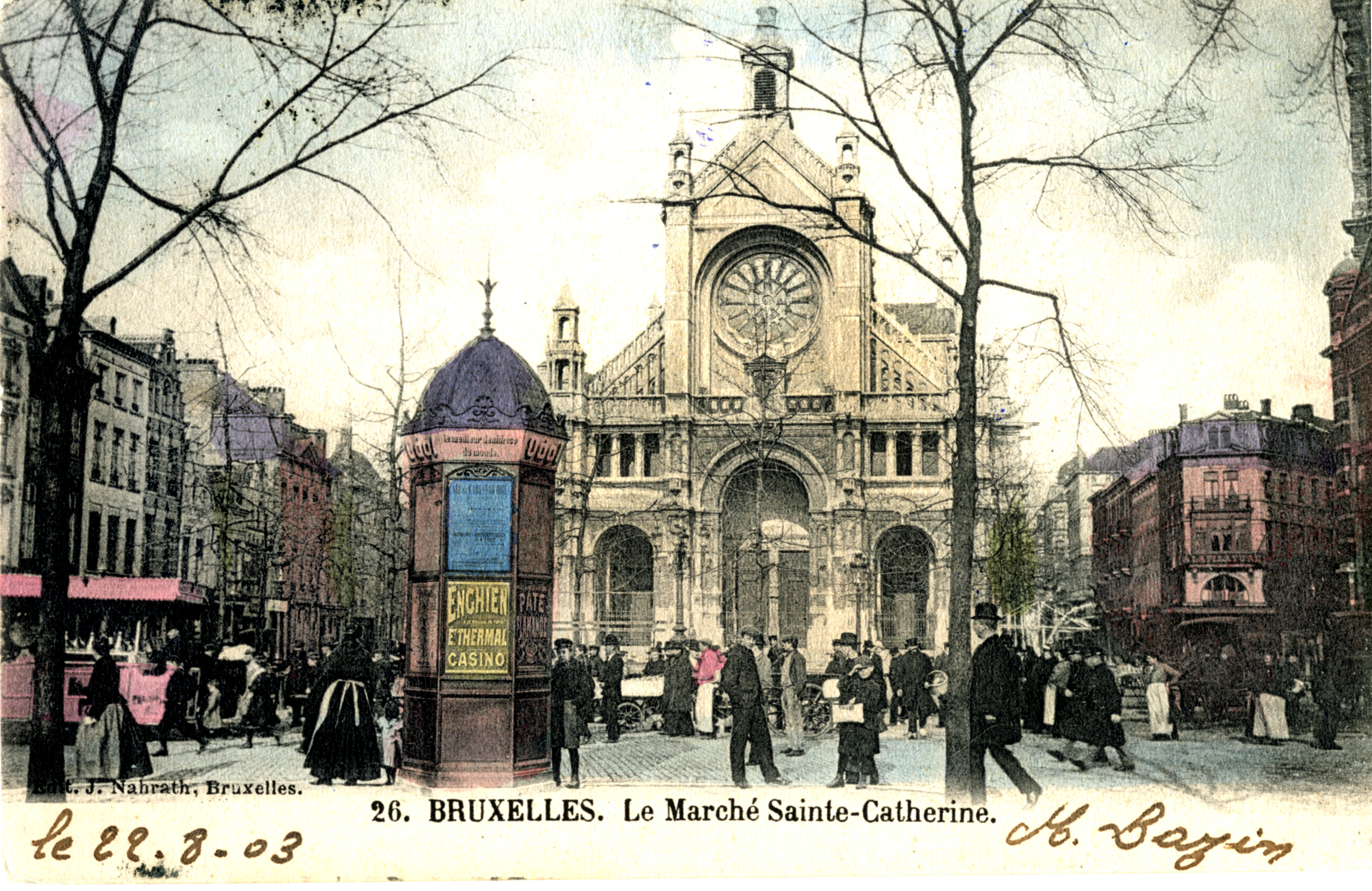
Le marché de la place Sainte Catherine, vers 1900. Au fond, l’église Sainte-Catherine de Bruxelles, l’une des églises où Willem De Mol était organiste

 Déjà à partir de l’âge de dix-sept ans, il desservit les églises Saint-Roch à Laeken et Sainte-Catherine à Bruxelles en tant qu’organiste.  En raison de la maladie de son père et de la mort de la seconde épouse de ce dernier, Willem, dans une grande mesure, dut prendre soin de la grande famille.  En 1869, il fut admis au concours du prix de Rome,, pour lequel il mit en musique Faust' laatste nacht (La Dernière Nuit de Faust), qui ne lui aura valu, cependant, pas plus qu'une mention, ce qui était en partie sa faute dans la mesure où il s'était porté volontaire pour aider le favori, Jan Van den Eeden, à qui manquaient, par inadvertance, à la fois des chanteurs et un pianiste pour l'exécution de sa cantate : De Mol avait réuni les chanteurs de sa propre chorale et avait donné une si merveilleuse lecture à vue au piano que Van den Eeden partit avec le premier prix.  En 1870, De Mol fut nommé chef de chœur des Artisans réunis.
En 1871, à l'âge de 25, il remporta le prix de Rome avec une cantate intitulée Columbus' droom,, ; par la suite, il entreprit un voyage d'études en Allemagne, où il séjourna à Hanovre, Berlin, Dresde, Weimar et Cassel, y rencontrant des célébrités comme Liszt, Raff, Joachim, von Bülow et Taubert.  Mariés en 1873, lui et sa femme poursuivirent désormais en couple le voyage d'études à destination de l'Autriche et de la Hongrie.  Après un bref retour en Belgique, le voyage les conduisit en France et en Italie, mais la naissance de leur fille intervint, portant atteinte à leur mobilité ; De Mol partit alors seul pour la France.  Ayant été chaleureusement accueilli par les compositeurs Ambroise Thomas et Félicien David à Paris, il se rendit ensuite à Marseille, où il visita son frère François-Marie, qui y était chef d'orchestre de la Société des concerts populaires et organiste de l’église Saint-Charles.
Pendant ce séjour, il fut atteint de polyarthrite rhumatoïde suivie de méningite, qui, dans les trois jours, se termina en catastrophe : il mourut dans la fleur de l’âge, à peine âgé de 28 ans.  Des élégies sur sa mort furent écrites par les poètes Théodore Sevens, Victor dela Montagne, Jan Amandus van Droogenbroeck, et Emanuel Hiel.

## Œuvre
Comme De Mol était un ardent défenseur du nationalisme musical, il est peu étonnant que sa musique s’inscrivît dans le courant musical au sein du mouvement flamand initié par Peter Benoit, et De Mol finit par se faire considérer comme l'un des compositeurs flamands les plus prometteurs.  Bien qu'il mourût trop jeune, il laissa derrière lui une œuvre considérable et de haute qualité.
Son plus grand succès a été le Lied néerlandais Ik ken een lied (Je connais une chanson, sur des paroles de Gentil Theodoor Antheunis), imprimée en 1921 pour la 33e fois et insérée dans presque tous les recueils de chansons de cette époque.  Parmi les œuvres écrites pour chœur figurent Kollebloemen et Adventlieder,.
Outre de grands oratorios sur des livrets en néerlandais, comme De levenstijden, Laatste zonnestraal et Bethlehem, De Mol a composé quelques œuvres religieuses majeures (dont Rex gloriose martyrum, Salve Regina, un Te Deum et une messe à trois voix), ainsi que la symphonie à programme La Guerre.
Aussi a-t-il écrit la musique d’un drame en trois actes et six tableaux, précédé d’un prologue, De bannelingen (Les Exilés), qui est la traduction en néerlandais par Emanuel Hiel d’une tragédie en langue française de Victor Joly,,
Grâce aux dons de membres de la famille du compositeur à la bibliothèque du Conservatoire royal flamand, Artesis Hogeschool Antwerpen (l'École des hautes études d'Anvers) est entrée en possession des archives musicales de De Mol, qui contiennent une grande partie de son œuvre : des copies de compositions qu’elles soient autographes ou non, des chansons, des oratorios, des cantates et toutes les parties des œuvres orchestrales y conservées.
Il est inhumé au Cimetière de Laeken.

## Sources
- (nl)De Eendracht, veertiendaagsch tijdschrift voor Letteren, Kunsten en Wetenschappen, 24e année, du 26 septembre 1869, no 7, p. 28
- (nl)De Eendracht, veertiendaagsch tijdschrift voor Letteren, Kunsten en Wetenschappen, 26e année, du 30 juillet 1871, no 3, p. 12
- (nl)De Eendracht, veertiendaagsch tijdschrift voor Letteren, Kunsten en Wetenschappen, 26e année, du 2 juin 1872, no 23, p. 100
- (nl)De Nederlandsche Spectator, voir article Uitbreiding der vlaamsche Beweging. Ontwikkeling van den nederlandschen Volksgeest du 5 février 1870, no 6, p. 46
- (nl)Droogenbroeck, Jan Amandus van ; Hiel, Emmanuel ; Montagne, Victor dela ; Sevens, Théodore, Élégies sur la mort de De Mol, sur le site web du centre d’études de la musique flamande (www.svm.be)
- (en + nl) Focquaert, Annelies, De Mol, Willem, in : site web du Studiecentrum voor Vlaamse Muziek (Centre d’études de la musique flamande; traduction anglaise de Jo Sneppe), en ligne
- (fr)Gregoir, Édouard Georges Jacques, Les artistes-musiciens belges aux XVIIIme et au XIXme siècle, Schott Frères, Bruxelles, 1885, p. 125
- (nl)Hemel, Victor van, Voorname Belgische toonkunstenaars uit de 18de, 19de en 20ste eeuw. Beknopt overzicht van hun leven en œuvre, Éd. Cupido, 1958, p. 20
- (nl)Joly, Vincent ; Hiel, Emanuel ; Mol, Willem De, De bannelingen: drama in drie bedrijven, Marchand, 1869, 79 p.
- (fr)Le Guide musical : revue hebdomadaire des nouvelles musicales de la Belgique et de l'étranger, du 28 avril 1870, no 17, 16e année, pages non numérotées, voir rubrique Belgique
- (nl)N.N., Archief van Willem De Mol, les archives de Willem de Mol sur le site web du Muziekbank Vlaanderen (la base de données sur la musique flamande)